# Mojarras
Die Mojarras (Gerreidae) sind eine Familie barschverwandter Fische, die mit über 50 Arten vor allem in tropischen und subtropischen Meeren vorkommen. Viele Arten gehen auch in Brackwasser, einige schwimmen Flüsse hinauf. Eugerres mexicanus lebt im südlichen Mexiko und im nördlichen Guatemala ausschließlich im Süßwasser.

## Merkmale
Mojarras sind kleine bis mittelgroße silbrige Fische mit einem spitzschnäuzigen, sehr weit vorstülpbaren (protraktilen) Maul, die sich von bodenbewohnenden wirbellosen Tieren ernähren. Sie erreichen, je nach Art, Längen von 6,5 Zentimetern bis zu einem halben Meter. Ihr Kopf ist fast vollständig beschuppt, die Oberseite ist allerdings glatt. Auch die Basen von Rücken- und Afterflosse sind beschuppt und bilden hohe Schuppenscheiden, in die die Flossen zurückgelegt werden können. Die Schuppen sind normalerweise cycloid. Die Rückenflosse wird von neun bis zehn Hart- und 9 bis 17 Weichstrahlen gestützt. Die Schwanzflosse ist tief gespalten. Oberhalb der Bauchflossen befindet sich ein kleiner Axillarfortsatz. Mojarras haben 24 Wirbel.

## Gattungen und Arten
Es gibt acht Gattungen und über 50 Arten.

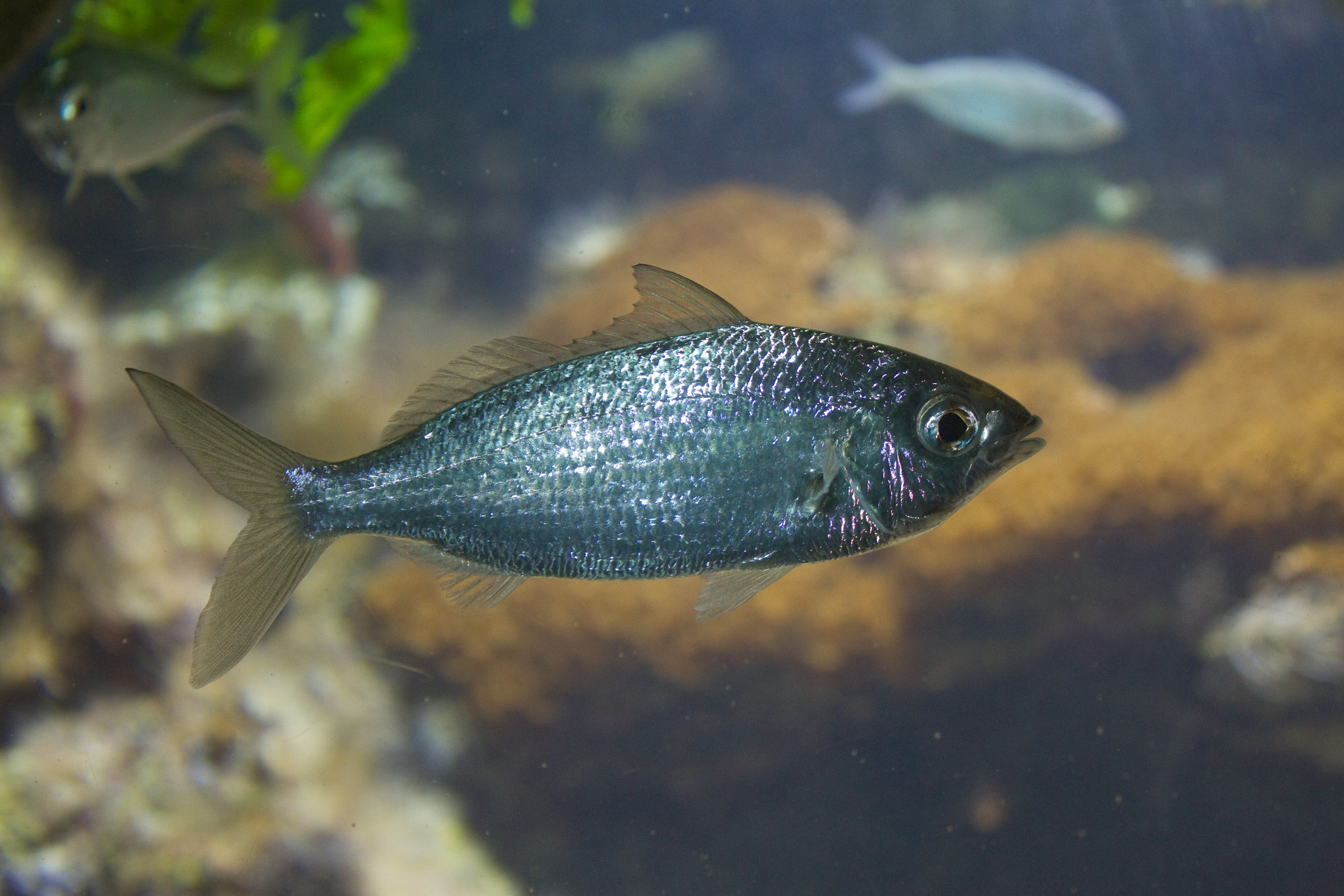
Eucinostomus sp.

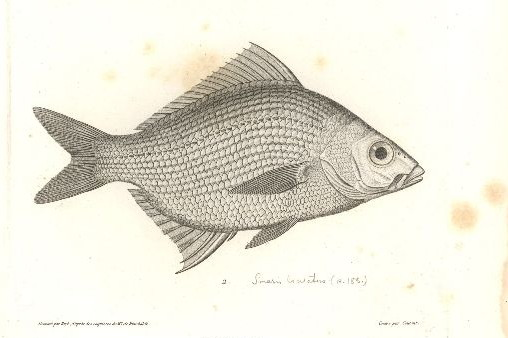
Eugerres lineatus

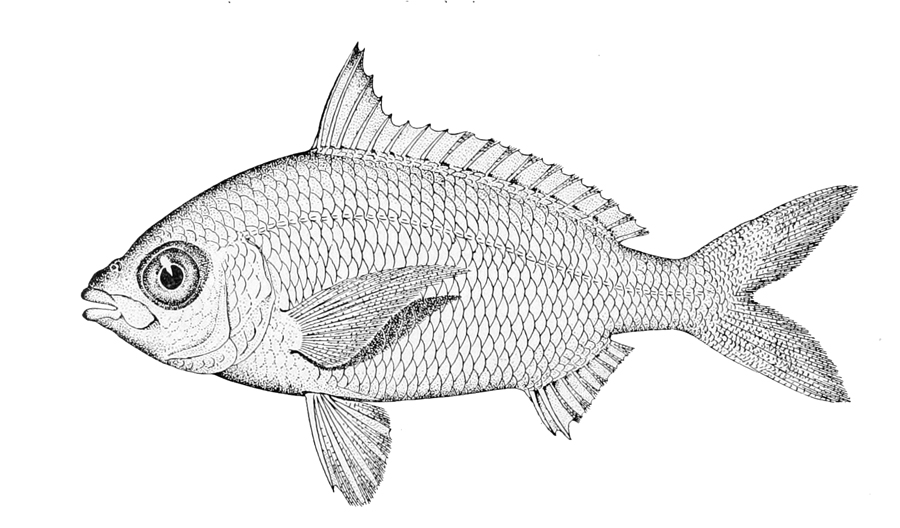
Gerres baconensis

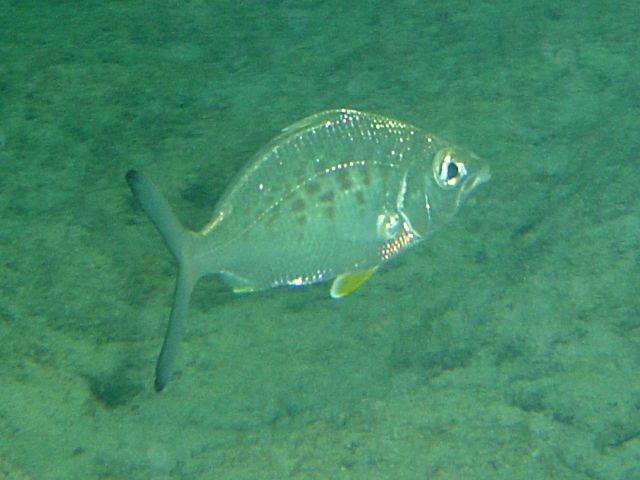
Gerres cinereus

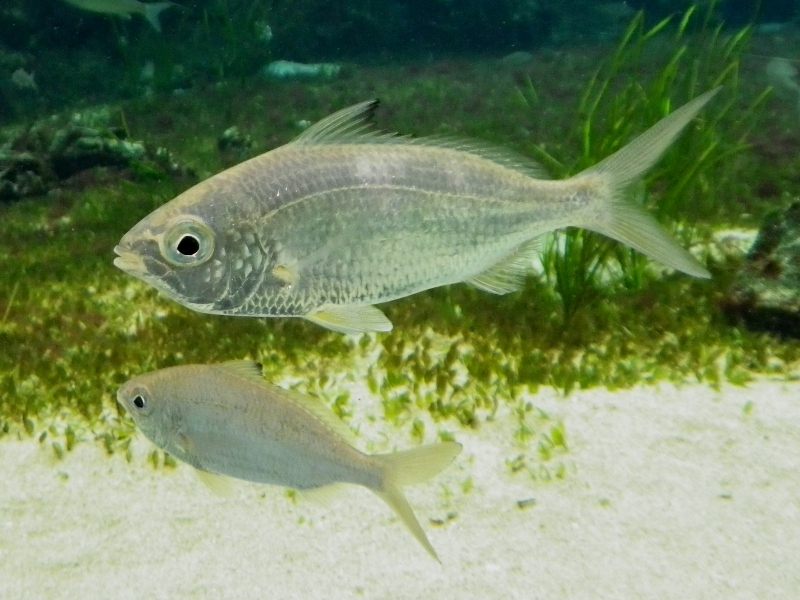
Gerres equulus

- Deckertichthys Vergara-Solana et al., 2014
  - Deckertichthys aureolus (Jordan & Gilbert, 1882)
- Diapterus Ranzani, 1842
  - Diapterus auratus Ranzani, 1842
  - Diapterus peruvianus (Cuvier, 1830)
  - Diapterus rhombeus (Cuvier, 1829)
- Eucinostomus Baird & Girard in Baird, 1855
  - Eucinostomus argenteus Baird & Girard, 1855
  - Eucinostomus currani (Zahuranec, 1980)
  - Eucinostomus dowii (Gill, 1863)
  - Eucinostomus entomelas Zahuranec, 1980
  - Eucinostomus gracilis (Gill, 1862)
  - Eucinostomus gula (Quoy & Gaimard, 1824)
  - Eucinostomus harengulus Goode & Bean, 1879
  - Eucinostomus havana (Nichols, 1912)
  - Eucinostomus jonesii (Günther, 1879)
  - Eucinostomus melanopterus (Bleeker, 1863)
- Eugerres Jordan & Evermann, 1927
  - Eugerres awlae (Schultz, 1949)
  - Eugerres axillaris (Günther, 1864)
  - Eugerres brasilianus (Cuvier, 1830)
  - Eugerres brevimanus (Günther, 1864)
  - Eugerres lineatus (Humboldt, 1821)
  - Eugerres mexicanus (Steindachner, 1863)
  - Eugerres periche (Evermann & Radcliffe, 1917)
  - Eugerres plumieri (Cuvier, 1830)
- Gerres Quoy & Gaimard, 1824
  - Gerres akazakii (Iwatsuki, Kimura & Yoshino, 2007)
  - Gerres argyreus (Forster, 1801)
  - Gerres baconensis (Evermann & Seale, 1907)
  - Gerres castroaguirrei González-Acosta & Rodiles-Hernández, 2013
  - Gerres chrysops  Iwatsuki, Kimura & Yoshino, 1999
  - Gerres cinereus (Walbaum, 1792)
  - Gerres decacanthus (Bleeker, 1864)
  - Gerres equulus Temminck & Schlegel, 1844
  - Gerres erythrourus (Bloch, 1791)
  - Gerres filamentosus Cuvier, 1829
  - Gerres infasciatus Iwatsuki & Kimura, 1998
  - Gerres japonicus Bleeker, 1854
  - Gerres kapas Bleeker, 1851Gerres longirostris
  - Gerres limbatus Cuvier, 1830

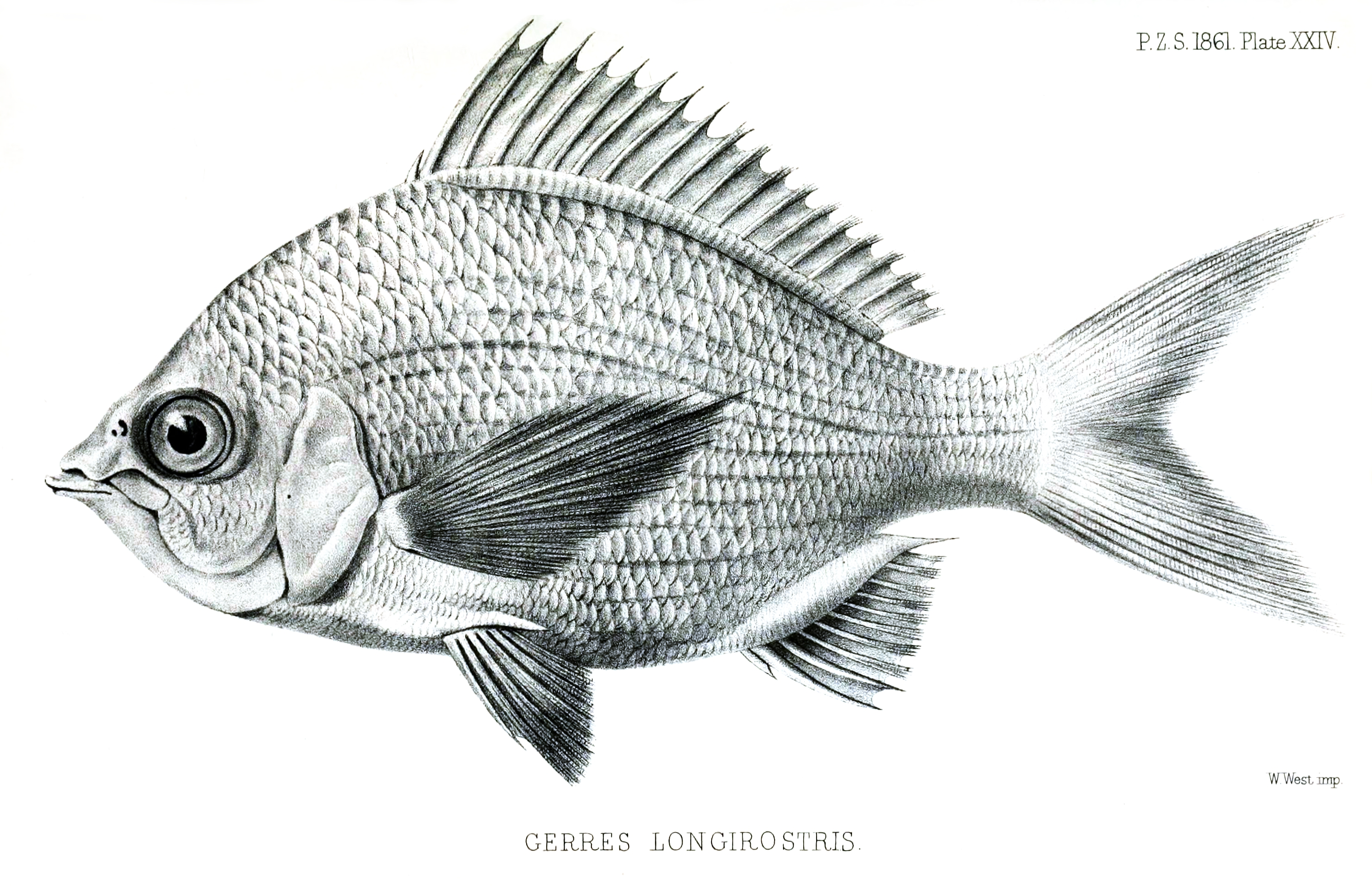
Gerres longirostris

  - Gerres longirostris (Lacepède, 1801)
  - Gerres macracanthus Bleeker, 1854
  - Gerres maldivensis Regan, 1902
  - Gerres methueni Regan, 1920
  - Gerres microphthalmus Iwatsuki, Kimura & Yoshino, 2002
  - Gerres mozambiquensis Iwatsuki & Heemstra, 2007
  - Gerres nigri Günther, 1859
  - Gerres oblongus Cuvier, 1830
  - Gerres ovatus Günther, 1859
  - Gerres oyena (Forsskål, 1775)
  - Gerres phaiya Iwatsuki & Heemstra, 2001
  - Gerres philippinus Günther, 1862
  - Gerres ryukyuensis Iwatsuki, Kimura & Yoshino, 2007
  - Gerres setifer (Hamilton, 1822)
  - Gerres shima Iwatsuki, Kimura & Yoshino, 2007
  - Gerres silaceus Iwatsuki, Kimura & Yoshino, 2001
  - Gerres subfasciatus Cuvier, 1830
- Parequula Steindachner, 1879Parequula melbournensis

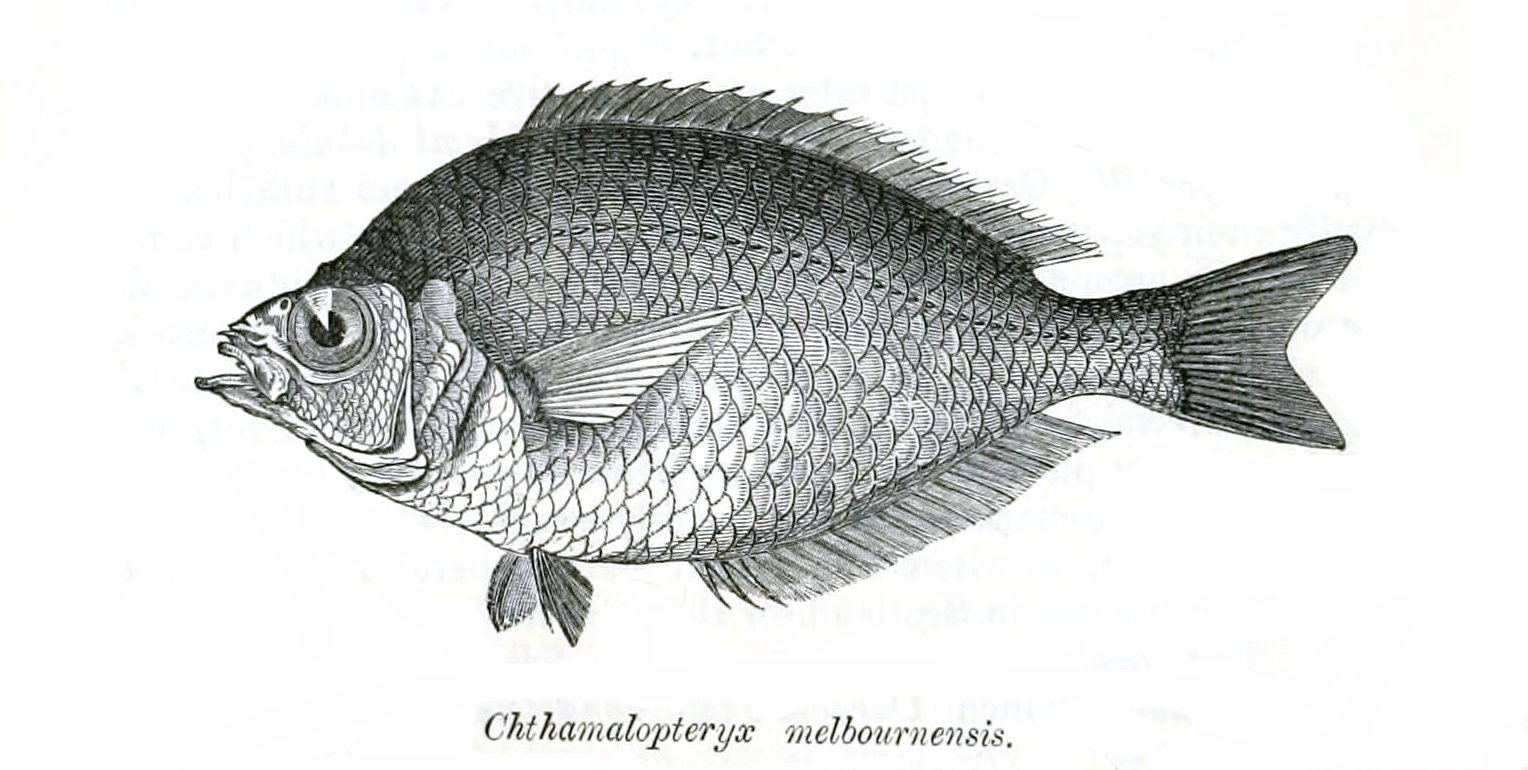
Parequula melbournensis

  - Parequula elongata Iwatsuki, Pogonoski & Last, 2012
  - Parequula melbournensis (Castelnau, 1872)
- Pentaprion Bleeker, 1850
  - Pentaprion longimanus (Cantor, 1849)
- Ulaema Jordan & Evermann in Jordan, 1895
  - Ulaema lefroyi (Goode, 1874)